# Frontera entre Burkina Faso i el Togo
La frontera entre Burkina Faso i el Togo és la línia fronterera en sentit est-oest, alineada al sentit dels meridians, que separa el sud de Burkina Faso del nord del Togo a l'Àfrica central, separant les regions burkinabés de l'Est i Centre-Est, de la regió de les Sabanes al Togo. Té 126 km de longitud. Forma un trifini a l'oest entre ambdós estats i Ghana i un altre a l'est amb Benín.
Aquesta frontera fou definida el 1956 quan la part occidental de l'antic protectorat alemany del Togo fou incorporat a la colònia britànica de Costa d'Or i la part oriental va formar el Togo Francès fins que va obtenir la seva independència el 1960.